# 荚蒾叶山柑
荚蒾叶山柑（学名：Capparis viburnifolia）是山柑科山柑属的植物。分布在越南以及中国大陆的云南等地，生长于海拔1,300米的地区，常生于开旷无荫干燥处，目前尚未由人工引种栽培。